# گروه رسانه‌ای کشت
گروه رسانه‌ای کشت (عبری: קשת‎) شرکت رسانه‌های گروهی اسرائیلی است، که در سال ۱۹۹۳ توسط آوی نیر تأسیس شد.